# Адамове
Ада́мове — село в Україні, у Ємільчинській селищній територіальній громаді Звягельського району Житомирської області. Кількість населення становить 67 осіб (2001).

## Населення
У 1906 році в селі нараховувалося 35 дворів та 201 мешканець.
Кількість населення, станом на 1923 рік, становила 467 осіб, кількість дворів — 74.
Відповідно до результатів перепису населення СРСР, кількість населення, станом на 12 січня 1989 року, становила 93 особи. Станом на 5 грудня 2001 року, відповідно до перепису населення України, кількість мешканців села становила 67 осіб.

## Історія
Колишнє лютеранське село Адамівка, лежало за 30 км північно-західніше Новограда-Волинського, лютеранська парафія — Новоград-Волинський.
У 1906 році — сільце Сербівської волості (2-го стану) Новоград-Волинського повіту Волинської губернії. Відстань від повітового центру, м. Новоград-Волинський, становила 30 верст, від волосного центру, с. Серби — 15 верст. Найближче поштово-телеграфне відділення розташовувалося в Емільчині.
В 1923 році село увійшло до складу новоствореної Кривальсько-Гутської (згодом — Геральдівська, Ситнівська) сільської ради, котра, від 7 березня 1923 року, увійшла до складу новоутвореного Городницького району Житомирської округи.
В період загострення сталінських репресій проти українського народу, в 1920—1940 роках XX століття, органами НКВС безпідставно було заарештовано та позбавлено волі на різні терміни 14 мешканців села, з яких 9 чол. розстріляно. Нині всі постраждалі від репресій реабілітовані.
11 серпня 1954 року, внаслідок укрупнення сільських рад, включене до складу Березниківської сільської ради Городницького району, від 28 листопада 1957 року — Ємільчинського району Житомирської області.
23 липня 1991 року, відповідно до постанови Кабінету Міністрів Української РСР № 106 «Про організацію виконання постанов Верховної Ради Української РСР…», село віднесене до зони гарантованого добровільного відселення (третя зона) внаслідок аварії на Чорнобильській АЕС.
29 березня 2017 року увійшло до складу новоствореної Ємільчинської селищної територіальної громади Ємільчинського району Житомирської області. Від 19 липня 2020 року, разом з громадою, в складі новоствореного Новоград-Волинського району Житомирської області.